# 殺害されたローマ教皇の一覧
殺害されたローマ教皇の一覧（さつがいされたローマきょうこうのいちらん）では自然死によらない死を迎えた歴代のローマ教皇を扱う。
死因としては殉教 (ステファヌス1世)や戦死（ルキウス2世 ）、不倫相手の夫による殴打（ヨハネス12世）などを含む。その他、殺害を疑われている複数の教皇がいるが、それらの決定的な証拠は発見されていない。

## 殉教

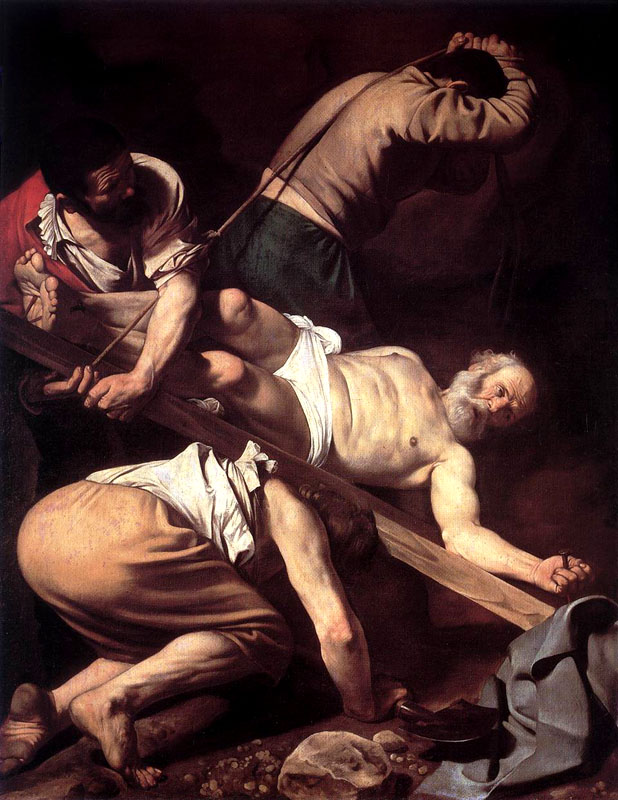
『聖ペテロの磔刑』（カラヴァッジオ）初代教皇ペテロの殉教伝説を材としている

- ペトロ (c. 67), 伝承では逆さ磔によって殉教したとされる[3]
- リヌス （聖リヌス） (c. 67 – c. 76)[4][5]
- アナクレトゥス（聖クレトゥス） (c. 79 – c. 92)[6][4]
- クレメンス1世  （聖クレメンス1世） (c. 92 – c. 99), 伝承では錨に縛り付けられて海に投じられたとされる[4]
- エウァリストゥス  (c. 99 – c. 108),[4][5] ローマ殉教録（英語版）には記載されていないが処刑死とされる[7]
- シクストゥス1世  （聖シクストゥス） (c. 119 – c. 128)[4][5]
- テレスフォルス  （聖テレスフォルス） (c. 128 – c. 138)[4]
- アニケトゥス  （聖アニケトゥス） (155–166), 伝承では殉教したとされる[4]
- ソテル  （聖ソテル） (166–175), 殉教 [4]
- エレウテルス  （聖エレウテリウス） (175–189), 殉教[4]
- ウィクトル1世  （聖ウィクトル1世） 189–199, 殉教[4]
- カリストゥス1世  （聖カリストゥス1世） (217–222), 殉教[4]
- ウルバヌス1世  （聖ウルバヌス1世） 222–230, 殉教[4]
- ポンティアヌス  （聖ポンティアヌス） 230–235, サルデーニャ島の鉱山での強制労働刑に処せられたのち、亡くなった[4]
- アンテルス  （聖アンテルス）, elected 21 November 235, 皇帝マグヌス・マクシムスによる迫害により殉教[4]
- ファビアヌス  （聖ファビアヌス）, 236年1月10日に教皇になり、皇帝デキウスによる迫害により斬首刑となった[4]
- コルネリウス  （聖コルネリウス）, 251年3月に教皇となり、253年6月に殉教[4]
- ルキウス1世  （聖ルシウス）, 253年6月5日に教皇になり、254年3月5日に殉教[4]
- ステファヌス1世  （聖ステファノ1世）, 254年5月12日に教皇になり、257年8月2日に殉教[4][8]
- シクストゥス2世  （聖シクトゥス2世）,257年8月30日に教皇になり、258年8月6日に殉教[4]
- ディオニュシウス  （聖ディオニシウス）, 259年7月22日に教皇になり、268年12月26日に殉教[4]
- フェリクス1世  （聖フェリクス1世）, 269年1月5日に教皇になり、274年12月30日に殉教[4]
- エウティキアヌス  （聖エウティキアヌス）, 275年1月4日に教皇になり、283年12月7日に殉教[4]
- カイウス  （聖ガイウス）, 283年12月17日に教皇になり、296年4月22日に殉教したが、親族であるディオクレティアヌス帝によるものではない[4]
- マルケリヌス  （聖マルケリヌス）, 296年6月30日に教皇になり、304年10月25日にディオクレティアヌスによる迫害で殉教[4]
- マルケルス1世  （聖マルケルス1世）, 4年間の空位時代の後、308年5月27日に教皇になり、309年1月16日に殉教[4]
- エウセビウス  （聖エウセビウス）,309年4月18日に教皇になり、309年8月17日にシチリアで殉教[4]
- ヨハネス1世  （聖ヨハネス1世）, 523年8月13日に教皇になった。西ローマ帝国滅亡後で、東ゴート族がイタリア半島を支配していた。ヨハネスは東ゴート王テオドリックによって、コンスタンティノープルに使節として派遣されたが、帰国後、東ローマ帝国との共謀の罪で投獄され、526年5月18日に獄中で亡くなった[4]
- マルティヌス1世  （聖マルティノ1世） 649年選出。655年9月16日に流刑先で亡くなる

## 殉教以外の殺害
- ヨハネス8世  (872–882), 伝承によれば、まず毒を盛られ、その後、鈍器によって撲殺された
- ステファヌス6世  (896–897), 絞殺された
- レオ5世  (903), 伝承によれば絞殺された
- ヨハネス10世  (914–928), 伝承によれば枕を使って窒息死させられた
- ヨハネス12世  (955–964), 伝承によれば、不倫相手の夫によって、ベッドの上で殺害された
- ベネディクトゥス6世  (973–974), 絞殺された
- ヨハネス14世  (983–984), 投獄中、消極的に、あるいは意図的に餓死に追い込まれた

## 疑わしい事例
- アレクサンデル1世  （聖アレクサンデル） (c. 106 – c. 119),[4][5] 聖アレクサンデルの殉教(聖人暦5月3日)は1960年に取り消された
- ヒギヌス  （聖ヒギヌス） (c. 138 – c. 142),[4] 殉教したとされる[9]
- ピウス1世  （聖ピウス1世） (c. 142 – c. 154), 古い資料では剣によって殉教したとされていた[10]。1969年以降のカトリック教会の聖人暦からは除かれている[11]
- クレメンス2世  (1046–1047),毒殺を疑われている[12]
- ケレスティヌス5世  (1294–1296), 後継教皇のボニファティウス8世の命令で、退位後に監禁され殺害されたと伝わる[13]
- ボニファティウス8世  (1294–1303), アナーニ事件中の虐待が原因で、一月後に死亡（憤死）したと伝わる[14]